# Datace (listina)
Datace (odvozeno od latinského datum, tj. vy/dáno) je označení pro tu část listiny, která pojednává o místu a době jejího vydání. Z tohoto důvodu se datací zabývá jak diplomatika, tak chronologie. Datace se u soukromých listin nebo u notářských instrumentů nachází často na začátku, bezprostředně po invokaci, zatímco u listin panovníků nebo papežů je součástí eschatokolu. Datovací formule může obsahovat různé způsoby datování dní i počítání let. V dataci mohou být rovněž odlišné údaje pro tzv. actum (doba právního jednání) a datum (doba vyhotovení listiny).

## Příklady
Fridrich I. Barbarossa, 1115
Datum Wirzeburc XVII kal. Aprilis, indictione Vta, anno dominice incarnationis M°C°L°VII° regnante domino Friderico Romanorum imperatore invictissimo, anno regni eius Vto, imperii vero II°.
Dáno ve Würzburgu, na 17. dubnové kalendy, v 5. indikci, v roce Vtělení Páně 1157, za panování pána Fridricha, nepřemoženého císaře Římanů, v 5. roce jeho kralování, ve druhém roce ale jeho císařské vlády.
Listina byla vydána 16. března 1157. Fridrich I. Barbarossa byl korunován králem roku 1152 a císařem 1155.

Jan Lucemburský, 1331
Datum Prage, anno domini millesimo trecentesimo tricesimo primo, in octava assumpcionis beatissime dei genitricis et virginis Marie.
Dáno v Praze, léta Páně tisícího třístého třicátého prvního, v oktávu Nanebevzetí Blahoslavené Matky Boží a Panny Marie.
Listina Jana Lucemburského byla vydána 22. srpna 1331.

Karel IV., 1361
Datum Prage, anno domini millesimo trecentesimo sexagesimo primo, indiccione quarta decima, IIIIto nonas mensis augusti, regnorum nostrorum Romanorum anno sexto decimo, Boemie quinto decimo, imperii vero septimo.
Dáno v Praze, léta Páně tisícího třístého šedesátého prvního, ve čtrnácté indikci, na 4. srpnové nony, za panování našeho Římského léta šestnáctého, Českého patnáctého, císařského ale sedmého.
Listina byla vydána 2. srpna 1361, Karel IV. byl korunován římským králem roku 1346, českým králem 1347 a římským císařem 1355.

Václav IV., 1388
Geben zu Prage noch Crists geburt dreyczenhundert jare dornach in dem achtundachtzigisten jare, des nehsten dinstages noch des heiligen Gotes leichnames tage, unser reiche des Behmischen in dem funfundzweinczigisten und des Romischen in dem czwelften jaren.
Dáno v Praze, po Kristově narození třináctistého roku a osmdesátého osmého roku, v neděli po Božím Těle, našeho panování Českého ve 25. a Římského ve 12. roce.
Listina byla vydána 2. června 1388. Václav IV. byl korunován českým králem roku 1363 a římským 1376.

Zikmund Lucemburský, 1420
Geben zu Bruxs, nach Cristi geburt vierczehenhundert jare und dornach in dem einundczweintzigsten jare, am nechsten montag nach dem heiligen Cristtag, unserr riche des Ungrischen in dem vierunddrißigisten, des Romischen in dem eylften und des Behemischen in dem ersten jaren.
Dáno v Mostě, po Kristově narození čtrnáctistého roku a dvacátého prvního roku, v neděli po svatém Kristově dni, našeho panování Uherského v 34., Římského v 11. a Českého v prvním roce.
Listina byla vydána 30. prosince 1420 (přelom roku začínal už 25. prosince, proto se dobová datace a datace převedená liší v letopočtu). Zikmund Lucemburský byl korunován uherským králem roku 1387, římským králem 1410 a českým králem 1420.

Jiří z Poděbrad
Dán v Praze, v pátek po jedenácte tisíc panen, léta od narození božího syna tisícího čtyřistého šestdesátého sedmého, království našeho léta desátého.
Listina byla vydána 23. října 1467. Jiří z Poděbrad byl korunován v roce 1458.

Vladislav II. Jagellonský
Dán v Ostřihomě, v sobotu před svatu Trojicí, léta od narození syna božího tisícého čtyřistého devadesátého prvního, království našich Uherského prvního a Českého dvacátého léta.
Listina byla vydána 28. května 1491. Vladislav II. Jagellonský byl korunován uherským králem roku 1490 a českým králem 1471.